# LMP – Magyarország Zöld Pártja
LMP – Magyarország Zöld Pártja (kurz Zöldek; deutsch Grüne Partei Ungarns, kurz Grüne; bis 2020 Lehet Más a Politika, deutsch Die Politik kann anders sein) ist eine politische Partei in Ungarn. Sie wurde 2009 aus einer im Jahr zuvor entstandenen Nichtregierungsorganisation heraus gegründet, die eine Reform des politischen Systems Ungarns sowie der polarisierten ungarischen politischen Kultur zum Ziel hatte.
Die LMP ist seit November 2011 Vollmitglied der Europäischen Grünen Partei gewesen. Im März 2024 wurde die LMP von der EGP suspendiert, da sie bei der Bürgermeisterwahl 2024 von Budapest anstelle des amtierenden Bürgermeisters Gergely Karácsony den Fidesz-nahen Dávid Vitézy unterstützte. Zudem verließ die LMP die Europäischen Grünen offiziell im September 2024 aufgrund von Meinungsverschiedenheiten mit der EGP. Die LMP ist somit kein Mitglied der Europäischen Grünen mehr.

## Themen
Zu den Hauptthemen der LMP zählen Umweltschutz und Nachhaltigkeit sowie die Bekämpfung der in der politischen Elite Ungarns verbreiteten Korruption. Zur Überwindung der gegenwärtig starken Polarisierung des ungarischen Parteiensystems und der Gesellschaft zwischen sich scheinbar unvereinbar gegenüberstehenden linken und zum Teil extrem rechten Positionen will die LMP einen deliberativen Politikstil fördern, der zu einer umfassenden Partizipation aller Gesellschaftsschichten am politischen System führen soll. Damit soll die oft beklagte Distanz (und die so entstandene Politikverdrossenheit) zwischen Eliten und Volk verringert werden.

## Geschichte
Bei der Europawahl 2009 erreichte die LMP 2,6 Prozent der Stimmen, was ein Achtungserfolg war; allerdings verfehlte sie dabei den Einzug ins Europäische Parlament.
András Schiffer war Spitzenkandidat der LMP für die Parlamentswahlen 2010. Die Partei erreichte bei der Wahl 7,44 Prozent der Stimmen und übersprang damit die in Ungarn geltende Fünf-Prozent-Hürde.
Die ungarische Piratenpartei Kalózpárt, die sich der LMP angeschlossen hatte und in der LMP als Arbeitsgruppe tätig war, spaltete sich 2012 von der LMP ab. Ende 2012 traten acht der 15 Parlamentarier aus der LMP aus, nachdem Schiffer eine Zusammenarbeit mit der sozialdemokratischen MSZP oder der Oppositionsplattform „Együtt“ ablehnte, hingegen eine Zusammenarbeit mit der als rechtsextrem bezeichneten Jobbik nicht ausschloss. Unter Führung des vorherigen Fraktionschefs Benedek Jávor gründeten die ausgetretenen Abgeordneten im Februar 2013 eine neue Partei unter dem Namen Dialog für Ungarn.
Bei den Parlamentswahlen 2014 erreichte die Partei 5,3 Prozent der Stimmen und gewann 5 Mandate. Am 18. Juli 2015 wurden András Schiffer und Bernadett Szél als Ko-Präsidenten gewählt.
András Schiffer hat am 31. Mai 2016 bekannt gegeben, dass er zurücktritt und sein Mandat zurückgibt. Ákos Hadházy, ein ehemaliges Fidesz-Mitglied, der mit der Aufdeckung eines regierungsnahen Korruptionsskandals landesweit bekannt wurde, bekam den Platz von Schiffer im Parlament.
Im September 2017 wurde Bernadett Szél Ministerpräsidentschaftskandidatin und im selben Monat kündigte die MSZP-Abgeordnete Márta Demeter an, dass sie sich der LMP-Fraktion im Parlament anschließt.
Vor der Parlamentswahl 2018 schloss die LMP eine Zusammenarbeit mit der Jobbik nach den Wahlen nicht aus. Bei der Wahl erhielt die Partei acht Sitze im Parlament.
Im Oktober 2018 trat Bernadett Szél aus der Partei LMP aus und legte gleichzeitig ihren Fraktionsvorsitz nieder. Auch Szabolcs Szabó verließ die Partei. Beide blieben als parteilose Abgeordnete im Parlament. Daraufhin wurden Márta Demeter und László Lóránt Keresztes als Parteivorsitzende gewählt. Keresztes übernahm zugleich den Fraktionsvorsitz. Bei der Europawahl 2019 erreichte LMP lediglich 2,2  der gültigen Stimmen und verlor somit ihren Abgeordneten im Europaparlament.
Im November 2019 wurden János Kendernay und Erzsébet Schmuck, im August 2020 Máté Kanász-Nagy und Erzsébet Schmuck und im August 2022 Péter Ungár (der Sohn von Mária Schmidt) und Erzsébet Schmuck als Parteivorsitzende gewählt. Bei der Parlamentswahl 2022 trat sie mit den meisten anderen Oppositionsparteien an und bekam 5 Sitze.